# Adventure Diving
L'Adventure Diving è un tipo di corso avanzato distribuito dalla PADI che è possibile conseguire dopo l'Open Water Diver.
In precedenza il corso era chiamato Advanced Open Water Diver, successivamente gli è stato aggiunto anche tale denominazione per il suo particolare coinvolgimento emotivo nello sviluppo di esperienze e la possibilità di vivere l'immersione subacquea con lo spirito dell'avventura.
La particolarità del corso è quella di poter migliorare le proprie capacità subacquee dopo il primo corso, eseguendo almeno 5 immersioni di specialità di:
- Navigazione naturale
- Navigazione con bussola
- Ricerca e recupero
- Immersione profonda
- Immersione notturna

per il completamento del corso possono comunque essere scelte in alternativa anche altre specialità quali:
- Fotografia subacquea
- Videographer
- Naturalist diver (riconoscimento delle specie)